# Astronomo reale per la Scozia
Astronomo reale per la Scozia (in inglese: Astronomer Royal for Scotland) fu il titolo, introdotto nel 1834, per designare il direttore dell'Osservatorio reale di Edimburgo. Questa funzione era collegata a quella di Regius Professor di astronomia all'Università di Edimburgo. Dal 1995 ha assunto il valore di titolo onorifico, pur sempre di un certo prestigio, e non prevede più il collegamento delle due funzioni. Dal 2021 il titolo è ad appannaggio di Catherine Heymans, prima donna chiamata a ricoprire il ruolo.
Nella seguente tabella, l'elenco completo degli Astronomi reali per la Scozia:
| Thomas James Henderson          | 1834 - 1844 |
| Charles Piazzi Smyth            | 1846 - 1888 |
| Ralph Copeland                  | 1889 - 1905 |
| Frank Watson Dyson              | 1905 - 1910 |
| Ralph Allan Sampson             | 1910 - 1937 |
| William Michael Herbert Greaves | 1938 - 1955 |
| Hermann Alexander Brück         | 1957 - 1975 |
| Vincent Cartledge Reddish       | 1975 - 1980 |
| Malcolm Sim Longair             | 1980 - 1990 |
| sede vacante                    | 1991 - 1995 |
| John Campbell Brown             | 1995 - 2019 |
| sede vacante                    | 2019 - 2021 |
| Catherine Heymans               | 2021        |